# پازل (فیلم ۱۳۸۶)
پازل نام یک فیلم تلویزیونی ایرانی در سبک پلیسی و محصول سال ۱۳۸۶ می‌باشد. کارگردان این تله فیلم علی غفاری است و از بازیگران آن می‌توان به فرامرز قریبیان و شیرین بینا اشاره نمود.

## موضوع فیلم
سرهنگ امیر کاویان به خاطر پروندهٔ پیچیده‌ای با یک قاتل بی رحم روبرو می‌شود.